# Johann Georg Reuschel
Johann Georg Reuschel (* Dezember 1636 in Raschau; † März 1710 in Crottendorf) war ein deutscher evangelischer Kantor und Schullehrer, der sich als Komponist von Kurzmessen hervortat.

## Leben
Reuschel wurde im Dezember 1636 als Sohn des Kantors Gabriel Reuschel in Raschau geboren und dort am 23. Dezember des Jahres getauft. Nach der Versetzung seines Vaters nach Crottendorf wuchs er dort auf. Wohl nach einer ersten schulischen Bildung in Annaberg schrieb er sich 1652 an der Kreuzschule in Dresden ein. Aus den Jahren 1653 bis 1657 sind in Gelegenheitsschriften Glückwunschgedichte an den Kreuzpfarrer Ägidius Strauch überliefert, die darauf hindeuten, dass Reuschel damals Kruzianer war. Nach einer akademischen Ausbildung an der Universität Leipzig, wo er bereits ab 1648 injurati immatrikuliert war, wurde er 1662 dem Markersbacher Schullehrer und Kantor Christoph Günther zunächst als Substitut zugeordnet und schließlich zu dessen Nachfolger berufen. Neben seiner beruflichen Tätigkeit betätigte sich Reuschel als Komponist von Kurzmessen. Als überliefertes Hauptwerk gelten die 1666/67 in Freiberg bei Georg Beuther gedruckten „Decas missarum sacra à 4–18 vocem […] in usum ecclesiӕ nostrӕ evangelicӕ prelo subjecta“. Weitere Kompositionen sind nur dem Namen nach überliefert oder gar nur andeutungsweise bekannt. 1679 wurde er nach Crottendorf versetzt. Dort starb er 1710 im Alter von 74 Jahren und wurde am 3. März 1710 begraben.